# متلازمة كلوفر بوسي
متلازمة كلوفر بوسي (بالإنجليزية: Klüver–Bucy syndrome)‏ هي متلازمة ناتجة عن تلف في الفص الصدغي (بما في ذلك النواة اللوزية الشكل) في كلا جانبي المخ. قد يصاحب متلازمة كلوفر بوسي فرط الأكل، فرط الرغبة الجنسية، عمى إبصاري، وانقياد.

## الأعراض
تختلف قائمة اعراض متلازمة حسب المصدر، وصورة عامة فإن الأعراض تشمل ما يلي :
- تظهر في بعض الحالات بعد التعرض لجلطة دماغية او بسبب سكته دماغية.
- الانقياد، ويتميز باظهار تقلص أو انخفاض رد الفعل تجاة الخوف، مع انخفاض غير معتاد في العدوانية، وهذا العرض قد يوصف ب«رباطة جأش» أو «التروض».
- تغييرات في طبيعة الأكل، مصاحب لها اضطراب فرط الأكل، وتتميز بتناول أشياء غير ماسبة للأكل (وحم) والإفراط في تناول الطعام.
- فرط استخدام الفم، ويتميز بميول الشخص التسلطية لفحص الأشياء المختلفة عن طريق الفم وعند الممارسة الجنسية.
- فرط الرغبة الجنسية، ويتميز هذا العرض بالدافع الجنسي المتزايد، أو ميل شديد للحصول على التحفيز الجنسي من الأشياء غير عادية أو غير اللائقة.
- عمى إبصاري، ويتميز بعدم القدرة على التعرف على الأشياء المألوفة أو الناس.

في حين أن هذه المجموعة من المتلازمات شائعة لعدد من المصادر النفسية العصبية إلا ان بعض هذه المصادر قد اختلف حول الأعراض، واضافت هذا المصادر معايير غير متسقة فيما بين المصادر المختلفة ومنها مايلي:
- يتميز بالعدوانية والعصبية للضوضاء والاصوات المزعجة.
- عدم وجود ردود فعل عاطفية، تضاؤل الرعاية العاطفية.
- النسيان المتكرر.